# Zbigniew Pietrzykowski
Zbigniew Jan Pietrzykowski (født 4. oktober 1934 i Bestwinka, nær Bielsko-Biała, død 19. maj 2014) var en polsk bokser. Zbigniew Pietrzykowski boksede som højrefodsbokser.
Pietrzykowski deltog tre gange i de Olympiske lege og vandt en medalje hver gang. Han vandt bronzemedalje ved OL i Melbourne 1956 i letmellemvægt efter at have tabt i semifinalen til ungareren László Papp. I Rom fire år senere nåede han finalen i letsværvægt, hvor han tabte til den kommende verdensmester i sværvægt Cassius Clay. Han vandt sin sidste OL-medalje ved OL i Tokyo i 1964, hvor han opnåede bronze i letsværvægt efter at have tabt semifinalen til Aleksej Kiseljov fra USSR.
Pietrzykowski deltog fem gange ved EM i boksning og vandt fem medaljer: bronze i letmellemvægt i Warszawa i 1953, og herefter fire guldmedaljer: i Vestberlin i 1955 i letmellemvægt, Prag 1957 i mellemvægt, Luzern i 1959 og Moskva i 1963 i letsværvægt.
Zbigniew Pietrzykowski blev polsk mester elleve gange, tre gange i letmellemvægt (1954, 1955 og 1956), én gang i mellemvægt (1957) og syv gange i letsværvægt (1959, 1960, 1961, 1962, 1963, 1964 og 1965). De elleve polske mesterskaber er fortsat rekord.
På det polske bokselandhold boksede Pietrzykowski 44 kampe, hvor han vandt de 42.
Pietrzykowski blev en af de få boksere, der stoppede ungareren László Papp, da han den 9. september 1956 slog Papp ud i anden omgang. Papp fik dog revanche kort efter ved OL i Melbourne, da han besejrede Pietrzykowski i OL-semifinalen.
I sin karriere opnåede Pietrzykowski 351 kampe, hvoraf han vandt de 334, boksede to uafgjort og tabte 14.
Han blev i 1986 den første modtager af prisen Aleksander Reksza Boxing Award.
Zbigniew Pietrzykowski blev i 1993 indvalgt til det polske parlament, hvor han sad indtil 1997.